# رودولفو موراليس
رودولفو موراليس (بالإسبانية: Rodolfo Morales)‏ هو رسام مكسيكي، ولد في 8 مايو 1925، وتوفي في 30 يناير 2001 بسبب سرطان البنكرياس.